# 張濤 (龍山知縣)
張濤，清朝政治人物。湖北蒲圻縣人。
張濤為舉人出身。乾隆十七年（1752年）十月，出任湖南永順府龍山縣知縣。